# Marquesia excelsa
Marquesia excelsa är en tvåhjärtbladig växtart som först beskrevs av Jean Baptiste Louis Pierre, och fick sitt nu gällande namn av Robert Elias Fries. Marquesia excelsa ingår i släktet Marquesia och familjen Dipterocarpaceae. Inga underarter finns listade i Catalogue of Life.